# Siegfried Ucko
Siegfried Ucko (* 7. November 1905 in Gleiwitz; † 10. August 1976 in Tel Aviv) war ein deutscher Rabbiner und Zionist.

## Leben
Siegfried Ucko wurde als Sohn des Kaufmanns Nathan Ucko und seiner Frau Else, geb. Weißenberg, geboren. Er besuchte das Friedrich-Wilhelm-Gymnasium in Gleiwitz und studierte nach dem Abitur 1924 Philosophie, Kunstgeschichte und Jüdische Theologie in Wien, Breslau und Königsberg, wo er 1927 promoviert wurde. 1928/29 erwarb er an der Universität in Jerusalem den Titel des Rabbiners, anschließend wurde er akademischer Religionslehrer und Jugendrabbiner in Mannheim. Von 1932 bis 1935 war Ucko Bezirksrabbiner in Offenburg.
Als Zionist wurde Siegfried Ucko Mitglied in der Hechaluz-Bewegung, die sich um die landwirtschaftliche Ausbildung junger Männer und Frauen kümmerte, die nach Palästina auswandern wollten. 1933 gründete Ucko das erste badische landwirtschaftliche Ausbildungslager für Palästinaauswanderer in Diersburg mit. Dieses wurde 1935 von den NS-Behörden aufgelöst. Auch als Rabbiner warb er in seinem Bezirk für die Auswanderung nach Palästina. Er selbst wanderte schon im Januar 1935 zusammen mit seiner Frau Ruth und einer Tochter nach Palästina aus. Dort arbeitete er als Erzieher, bevor er 1946 Dozent am Lehrerseminar in Tel-Aviv und später ordentlicher Professor der Erziehungswissenschaftlichen Fakultät der Universität Tel Aviv wurde.

## Schriften
- Der Gottesbegriff in der Philosophie Hermann Cohens. Reuther & Reichard, Berlin 1929.
- Kämpfe Mosis (zu II. B. Mos. Kap. 33 und 34). In: Der Morgen. Jg. 1934, Heft 8, S. 451–455 (online)
- Geistesgeschichtliche Grundlagen der Wissenschaft des Judentums (Motive des Kulturvereins vom Jahre 1819). In: Zeitschrift für die Geschichte der Juden in Deutschland. Jg. 5, 1935, S. 1–34 (online).